# César Mateos
César David Mateos Benítez (México, D.F., 23 de septiembre de 1975) es un líder campesino mexicano y político izquierdista en el estado de Oaxaca, México, conocido por su participación en el movimiento social de 2006 en esa entidad, en el que fue vocero e integrante de la dirigencia colectiva de la Asamblea Popular de los Pueblos de Oaxaca (APPO).

## Participación en el movimiento estudiantil
Entre 1990 y 1994 cursó educación media superior en la Escuela Preparatoria 1 de la Universidad Autónoma "Benito Juárez" de Oaxaca, donde participó en la fundación de la Coordinadora Estudiantil Universitaria (CEU), que luchó contra el control del entonces gobernante Partido Revolucionario Institucional (PRI) y del gobierno estatal en la elección de representantes estudiantiles.
En ese periodo lideró movilizaciones que derivaron en la reglamentación de elecciones democráticas al interior de las escuelas preparatorias de la UABJO. Su movimiento también generó políticas de subsidio municipal en transporte urbano a estudiantes de educación media y media superior.
Entre 1994 y 2001 realizó estudios de licenciatura en Derecho en la misma universidad. En 1997, como integrante de la dirección del Movimiento Estudiantil Independiente, promovió la realización de una consulta ciudadana sobre el aumento al costo del transporte urbano, como medida de presión. Entregados los resultados a las autoridades gubernamentales, a partir de entonces éstas determinaron un subsidio de 50% para personas de la tercera edad.

## Participación partidista
De 1997 a 1998 fue subsecretario de Comunicación y Prensa del Comité Ejecutivo Estatal del izquierdista Partido de la Revolución Democrática (PRD) en Oaxaca. Entre 1999 y 2000 fue secretario (cartera) de los jóvenes del Comité Ejecutivo Estatal del PRD.
En 2006 fue representante de los partidos De la Revolución Democrática, Convergencia por la Democracia y Del Trabajo en el Cuarto Consejo Distrital, con sede en Tlacolula de Matamoros, Oaxaca.
Ha sido asesor del PRD y del PT en el Senado de la República y en la Cámara de Diputados del Congreso de la Unión.
En 2010 fungió como representante suplente del Partido del Trabajo en el Consejo General del Instituto Estatal Electoral de Oaxaca.

## Movimiento campesino
Entre 2000 y 2001 fue integrante del Consejo Nacional del movimiento “El campo no aguanta más”; fue ponente en los diálogos contra la entrada en vigor del apartado agropecuario del Tratado de Libre Comercio de América del Norte.
En 2001 participó en la fundación de la Organización Democrática Independiente “José María Morelos” (ODI).
De 2002 a 2004 formó parte de la dirección provisional estatal de la UNORCA, organización de la que en 2005 fue delegado nacional y representante estatal en Oaxaca.
Hoy es integrante de la dirección colectiva de la organización social Comuna Oaxaca.

## Participación en la APPO y proceso judicial
Entre 2006 y 2007 participó en el movimiento social de Oaxaca. Fue integrante del Consejo de la APPO, en el cual también fungió como uno de los voceros. El 24 de noviembre de 2006 fue detenido, junto con Jorge Luis Sosa Campos, secretario de Capacitación Política del Comité Ejecutivo Estatal del PRD, y después trasladado al penal de mediana seguridad de San José El Rincón, Nayarit. A mediados de diciembre fue regresado a Oaxaca e internado en el reclusorio de Cuicatlán.
En su expediente 2006/2869/4/Q, la Comisión Nacional de los Derechos Humanos documentó que César Mateos fue víctima de violaciones a sus derechos humanos a la legalidad y seguridad jurídica, por haber sido incomunicado tras su detención; a la integridad y seguridad personal, por afectaciones a la integridad física y tortura, así como a la legalidad y seguridad jurídica, por la falta de fundamentación jurídica en la integración de los procesos.
“Este organismo nacional constató que durante la detención de los señores César David Mateos Benítez y Jorge Luis Sosa Campos, realizada el 24 de noviembre de 2006, y su traslado al penal de Miahuatlán de Porfirio Díaz, Oaxaca, agentes de la Policía Ministerial de Oaxaca los torturaron por medio de la aplicación de golpes en cráneo, la espalda, el abdomen, el tórax, los brazos, las piernas; colocación de bolsas oscuras en la cabeza y rostro; aplicación de descargas eléctricas; fueron colocados en posición decúbito ventral sobre el piso de una camioneta después de su detención en la ciudad de Oaxaca y hasta que fueron internados en el penal de Miahuatlán de Porfirio Díaz, Oaxaca.
“Asimismo, se evidenció que las lesiones recibidas por estos agraviados, por sus características, tipo y localización, fueron ocasionadas en una mecánica de producción tipo intencional, por terceras personas, en una actitud pasiva por parte de los agraviados, manifestando un abuso de la fuerza innecesaria, consistentes con maniobras de tortura.”
“Me metieron cables en la nariz y me dieron toques eléctricos; hubo golpes, muchos golpes, me rompieron la oreja izquierda, tuve una fisura en la quinta costilla izquierda”, narró posteriormente.
De acuerdo con los testimonios de César Mateos, la tortura fue realizada para intentar que implicara a los entonces senadores electos Gabino Cué Monteagudo y Salomón Jara Cruz, ahora gobernador y secretario estatal de Agricultura, respectivamente, así como al excandidato a la Presidencia de la República Andrés Manuel López Obrador, en el financiamiento a la APPO. En las sesiones de tortura habría estado presente la entonces procuradora de Justicia del Estado (fiscal estatal), Lizbeth Caña Cadeza.
El 16 de julio de 2007, César Mateos fue liberado por absolución, al no poder la parte acusadora comprobar la responsabilidad del acusado en la causa penal 71/2006, por la comisión de los delitos de secuestro, lesiones calificadas y robo calificado con violencia a las personas.
El mismo día, Mateos se incorporó de nuevo a las movilizaciones de la APPO y participó en la “Guelaguetza popular” convocada por la Sección XXII del SNTE, que fue brutalmente reprimida por corporaciones policiacas estatales, municipales y el ejército.

## Procesos contra el régimen de Ulises Ruiz
El 21 de noviembre de 2008 interpuso una denuncia ante la Procuraduría General de la República contra el gobernador Ulises Ruiz Ortiz; el exsecretario general de Gobierno, Jorge Franco Vargas; el exsecretario de Protección Ciudadana, Lino Celaya Luría; la exprocuradora Caña Cadeza y el exdirector de la entonces Policía Ministerial, Manuel Moreno Rivas, como probables responsables de tortura y los demás delitos que se configurasen. No fue llamado a ratificarla sino hasta más de un año después, en julio de 2010.
El 10 de agosto de 2010, César Mateos presentó una demanda de juicio político contra el gobernador Ulises Ruiz Ortiz, ignorada en el proceso en el cual el Congreso local exoneró al gobernante dos días después. Ante ello, Mateos solicitó y obtuvo el amparo de la justicia federal, que ordenó reponer el proceso.
El 10 de octubre de 2011, César Mateos presentó ante la Procuraduría General de Justicia del estado una denuncia penal contra el exgobernador por los delitos de enriquecimiento ilícito y peculado.